# Сент-Вінсент (острів)

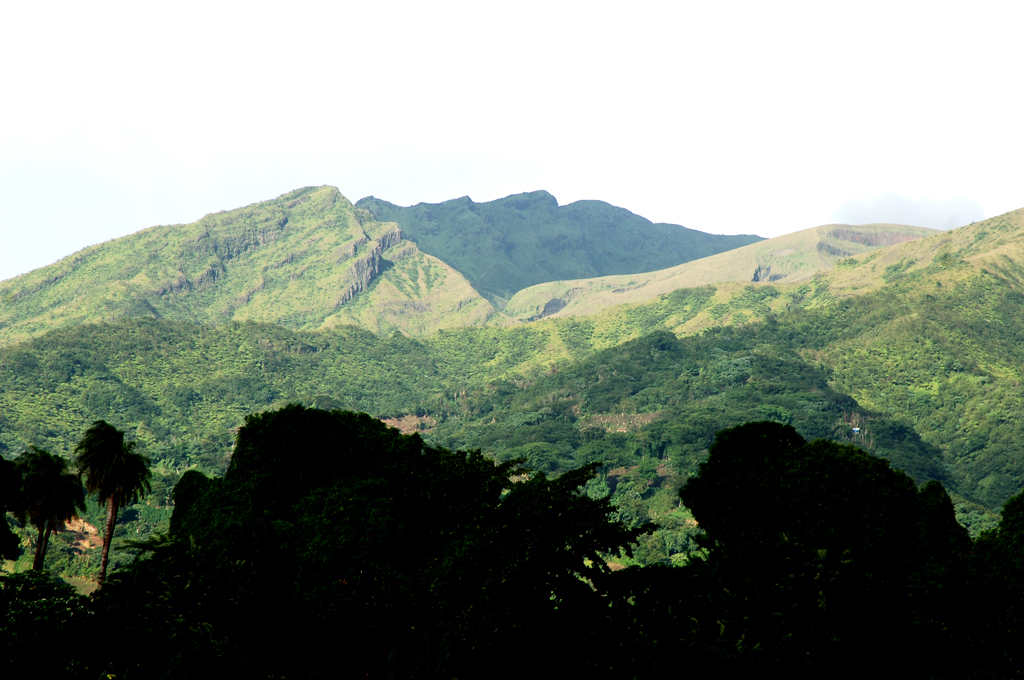
Вулкан Суфрієр

Сент-Вінсент — острів вулканічного походження в Карибському морі. Це найбільший острів країни Сент-Вінсент і Гренадини.

## Географія
Основну частину острова Сент-Вінсент займають гори, які вкриті лісами. Найвища точка острову — вулкан Суфрієр (1234 м).

## Населення
Населення острова складається в основному з нащадків африканських рабів 66% та мулати та чорних карибу(гарифуна) 19%; європейці (англійці, португальці) 3,5%. Живуть також індійці 5,4% та індіанці 2%.

## Історія
Христофор Колумб відкрив острів Сент-Вінсент під час третьої експедиції в Новий Світ 28 січня 1498, в день Святого Вікентія (Вінсента) Сарагоського, в честь якого острів і отримав свою назву. В цей час кариби остаточно освоїлись на острові, поступово витіснивши звідти араваків.
В процесі колонізації Америки, Колумб та іспанські конкістадори не приділяли особливої уваги Малим Антильським островам, надаючи перевагу територіям в Центральній і Південній частинах континенту, багатих золотом та сріблом. Слідуючи королівської санкції, в 1511 іспанці зробили спробу поселення на острові. Карибські індіанці чинили успішно опір європейцям аж до XVIII ст..
У цей же період на острів Сент-Вінсент часто прибували чорношкірі раби, які потрапляли сюди в результаті корабельних аварій або втечі з Сент-Люсії та Гренади. В результаті змішаних шлюбів між неграми та карибу, з'являлися «чорні карибу», нині більш відомі як гарифуна.

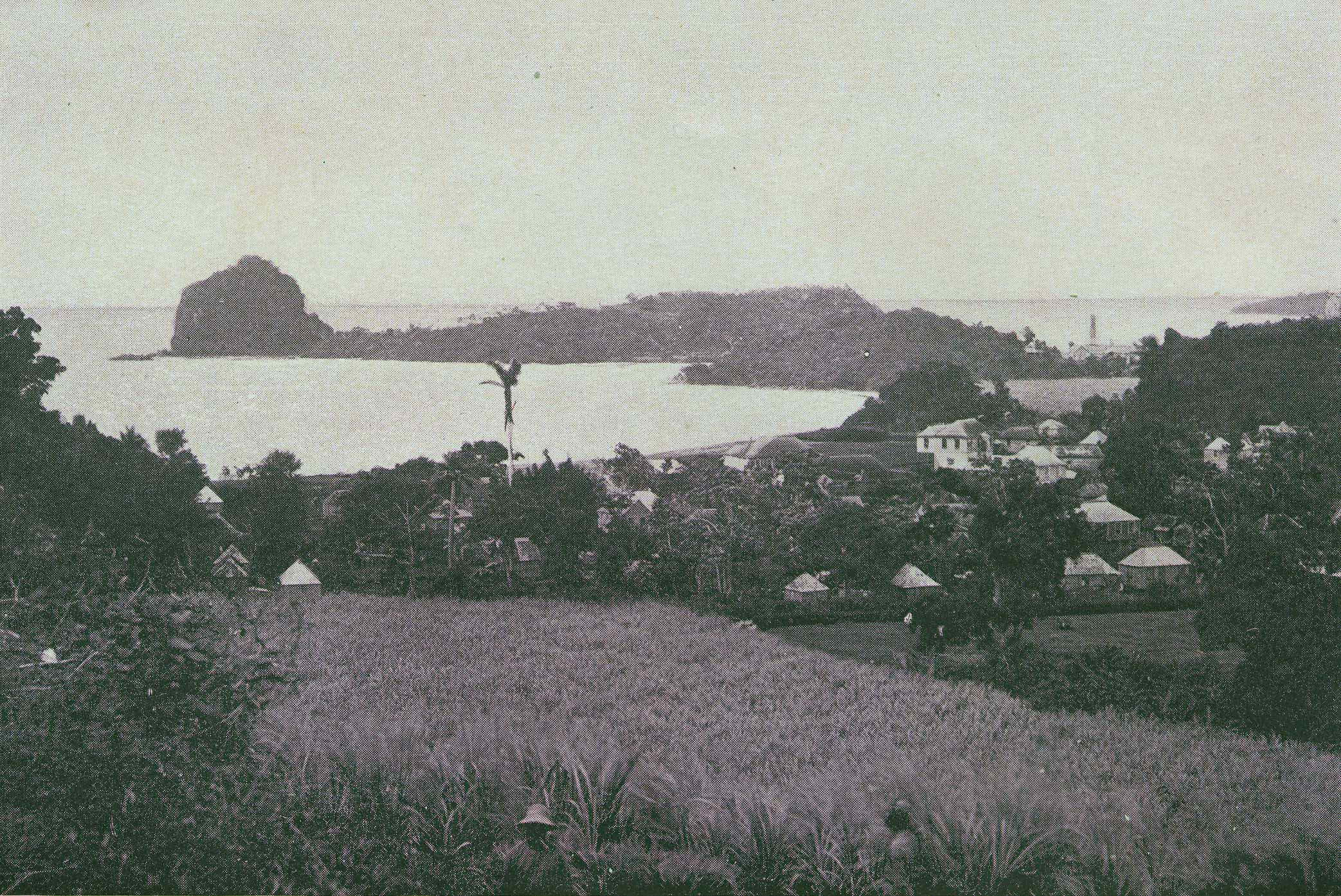
Кінгстаун

## Економіка
Основа економіки — сільське господарство і обслуговування іноземних туристів. Виробництво аррорута — крохмального борошна. Розводять велику рогату худобу, свиней, овець.
Виробництво електроенергії 65 млн квт.г (1995). Довжина автодоріг 1040 км.